# Sloppy joe (New Jersey)
Lo sloppy joe è un panino tipico di alcune aree settentrionali del New Jersey, negli Stati Uniti d'America, composto da tre fette di pane di segale, uno o più tipi di affettati (carne di tacchino, prosciutto, pastrami, corned beef, roast beef o lingua di manzo a fette), formaggio svizzero americano, coleslaw e salsa russa. Non va confuso con l'omonimo panino con carne macinata diffuso in tutti gli USA.

## Storia
Stando a varie fonti, lo sloppy joe venne ideato negli anni 1930 presso il Town Hall Deli di South Orange. Il nome del panino è ispirato a quello di uno storico locale cubano che veniva frequentato da Thomas Sweeney, un politico di Maplewood. I primi sloppy joe vennero preparati quando, dopo essere tornato dalla sua vacanza in Sud America, Sweeney chiese ai proprietari del Town Hall di preparargli dei panini simili a quelli che consumava quando si trovava a Cuba durante le sue partite a poker.